# Dub Na Klínku
Dub Na Klínku (dříve psáno Na klínku) u Kařízku byl staletý památný strom proslulý hlavně pověstí o bílých pannách. Strom stál u cesty poblíž domu č. 50 v místě zvaném Na Klínku. Zanikl v první polovině 20. století poté, co do něj roku 1913 uhodil blesk. Místní nešťastnou událost dávali do souvislosti s první světovou válkou. Přestože byl strom po úderu blesku ošetřen, postupem času zanikl. Kvůli zchátralosti bylo torzo dubu poraženo na počátku druhé světové války.

## Pověsti
Nejznámější pověst o památném dubu zachytil spisovatel Adolf Wenig. Ačkoli konec stromu popisuje přesně tak, jak se udál (zásah bleskem), neodpovídá časové zařazení skutečnosti. Přestože k situaci došlo v roce 1913, situuje Wenig událost do doby před sto lety (pověst byla vydaná roku 1932):
Na kraji Kařízku při cestě z Kařeza stojí v místě, kde se říká Na Klínku, starý dub. Pár set let se přehnalo nad jeho rozložitou korunou, pod kterou se leskne studánka. Pro vodu z ní sem chodívali lidé ze vsi, ale odedávna se k dubu báli po západu slunce. Prý tu přebývají „bílé panny“. Krásným štíhlým pannám po ramenou splývaly dlouhé vlasy lesknoucí se jako zlato. Lesku jim dodávala čarodějná mast. Bílé panny se pod dubem zjevovaly za soumraku a lákaly k sobě mládence. A koho přivábily, toho k smrti utancovaly. Potom ubožákům vyloupaly oči a udělaly z nich mast na své vlasy, aby se jim zázračně leskly. Už je to dávno, co panny u studánky Na klínku přebývaly. Asi před sto lety se v tom kraji strhla jednou veliká bouřka, blesk uhodil do dubu nad studánkou, zničil útočiště bílých panen. Ty při tom snad také zahynuly, snad se odstěhovaly jinam - jisté je jen, že se v těch místech už nikdy nezjevily.
- Adolf Wenig, České pověsti (zkráceno)[2]